# HLA-A32

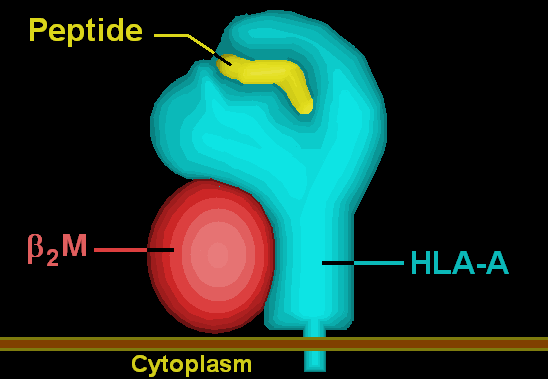

HLA-A32 هو نمط مصلي من مستضد الكريات البيضاء البشرية-أ.